# Château de Latour
Ne doit pas être confondu avec Château Latour.
Le château de Latour est un château, situé sur la commune de Marnhagues-et-Latour, dans le département de l'Aveyron.

## Situation
Le château est situé sur un promontoire rocheux qui domine la Sorgues.

## Historique
- En 957, Sénégonde cède une partie de la seigneurie à Frotaire, évêque de Cahors et à son frère Bernard Aton II, vicomte d'Albi et de Nîmes.

### Famille de La Tour
- Gago de La Tour, marié à Adélaïs;
- Gago, fils des précédents, marié à Guillelme; en 1133, il cède des terres aux religieux de Sylvanès, en rémission des péchés de son père;
- Arnaud de La Tour, marié à Anglésie; en 1205, il fait un don à Pétronille, abbesse de Nonenque;
- Mérode, cité en 1300;
- Guilbert, de La Tour cité en 1302; il est aussi coseigneur de Rebourguil;
- Bernard de La Tour, cité en 1375 et 1391, damoiseau;
- Flottard de La Tour, cité en 1396; le fief relève alors du comté de Rodez.

### Famille de Roquefeuil
Au XVe siècle, un rameau de la famille de Roquefeuil-Versols, acquiert le fief.

Armes des Roquefeuil-Versols

- Jean, fils de Pierre de Roquefeuil ( - 1410) et d'Isabelle Pelet; il est cité en 1426 et 1439;
- Sicard de Roquefeuil, fils du précédent;
- Jean de Roquefeuil, fils du précédent, marié à Hélix de Lauzières;
- François de Roquefeuil, fils du précédent; il est cité en 1535;
- Louis, fils du précédent; en 1601, il cède toutes ses terres à son cousin germain, qui suit;
- Francois de Roquefeuil, cousin du précédent, marié en 1569 à Louise d'Ombras; il est aussi seigneur de Londres et de Viols;
- Fulcrand de Roquefeuil, fils des précédents, marié en 1609 à Marguerite d'Aquillon; il est aussi baron de Londres;
- Blaise de Roquefeuil, fils des précédents, marié en secondes noces en 1656 à Jeanne de Soubiran d'Arifut ( - 1709); il est aussi baron de Londres et vicomte de la Rode.

### Famille de Bonald
Au milieu du XVIIe siècle, la terre est vendue à la famille de Bonald qui la conserve jusqu’à la Révolution.

### Municipalité
Depuis 1991, le château appartient à la commune de Marnhagues-et-Latour. Des manifestations et des visites sont organisées par l'Association des Amis du château de Latour, qui a entrepris la restauration du château.
Le château de Latour et les ruines du bâtiment dit « la glacière » ainsi que les façades et les toitures de la dépendance dite « la citadelle », font l'objet d'une inscription au titre des Monuments historiques par arrêté du 14 février 2024.

## Description
La bâtisse se compose à l’est et au sud de deux corps de logis disposés en L dont les extrémités sont reliées par une partie inscrite dans un arc de cercle. Elle comprend donjon, chemin de ronde, échauguettes polygonales, fenêtres à arcade géminée.
À l’intérieur, on découvre entre autres un plafond peint du XVIe siècle et la reconstitution d’une cellule de moniale. Certaines pièces ont été aménagées en gîte.
Il est ouvert à la visite.

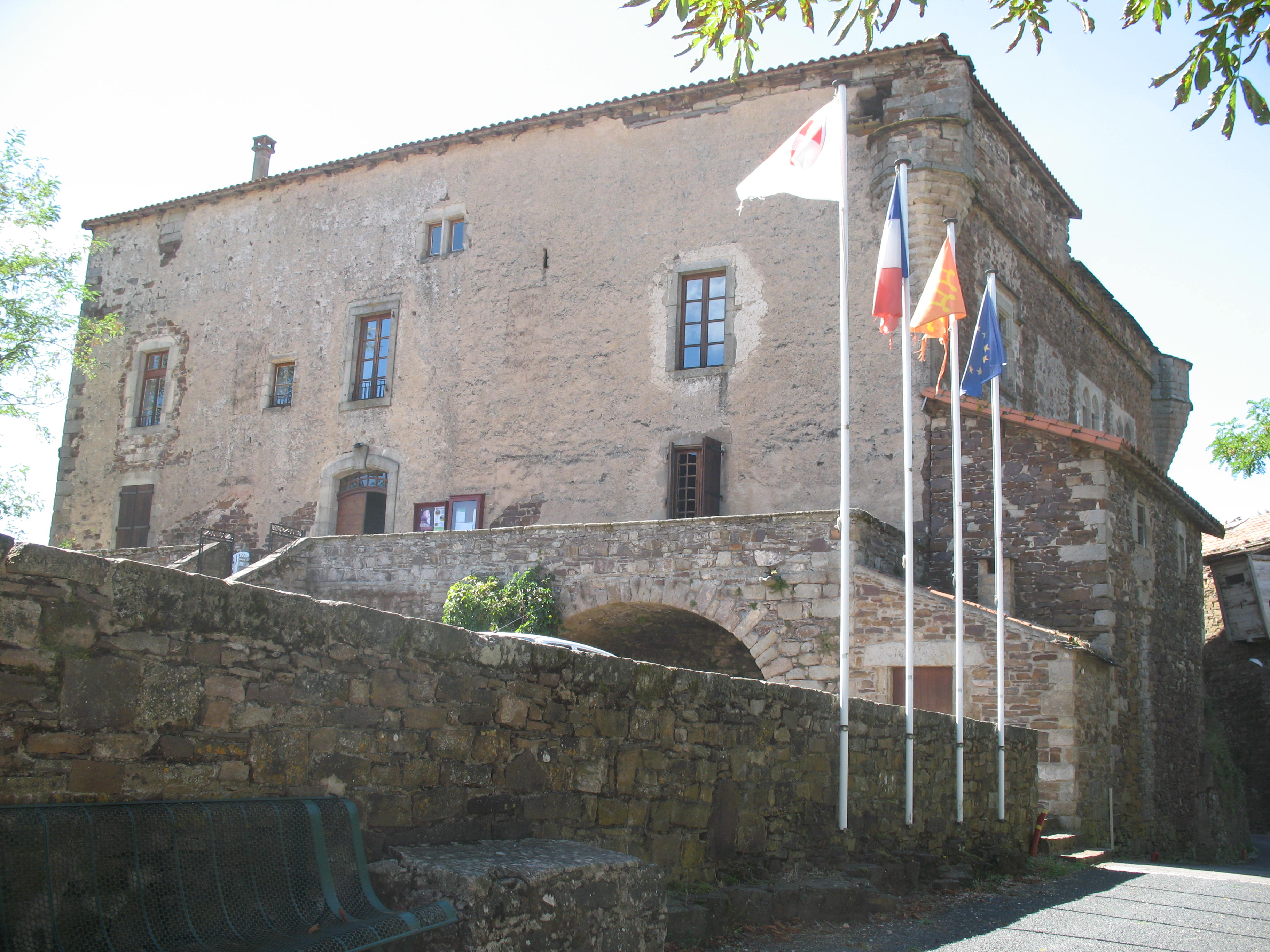
Façade est
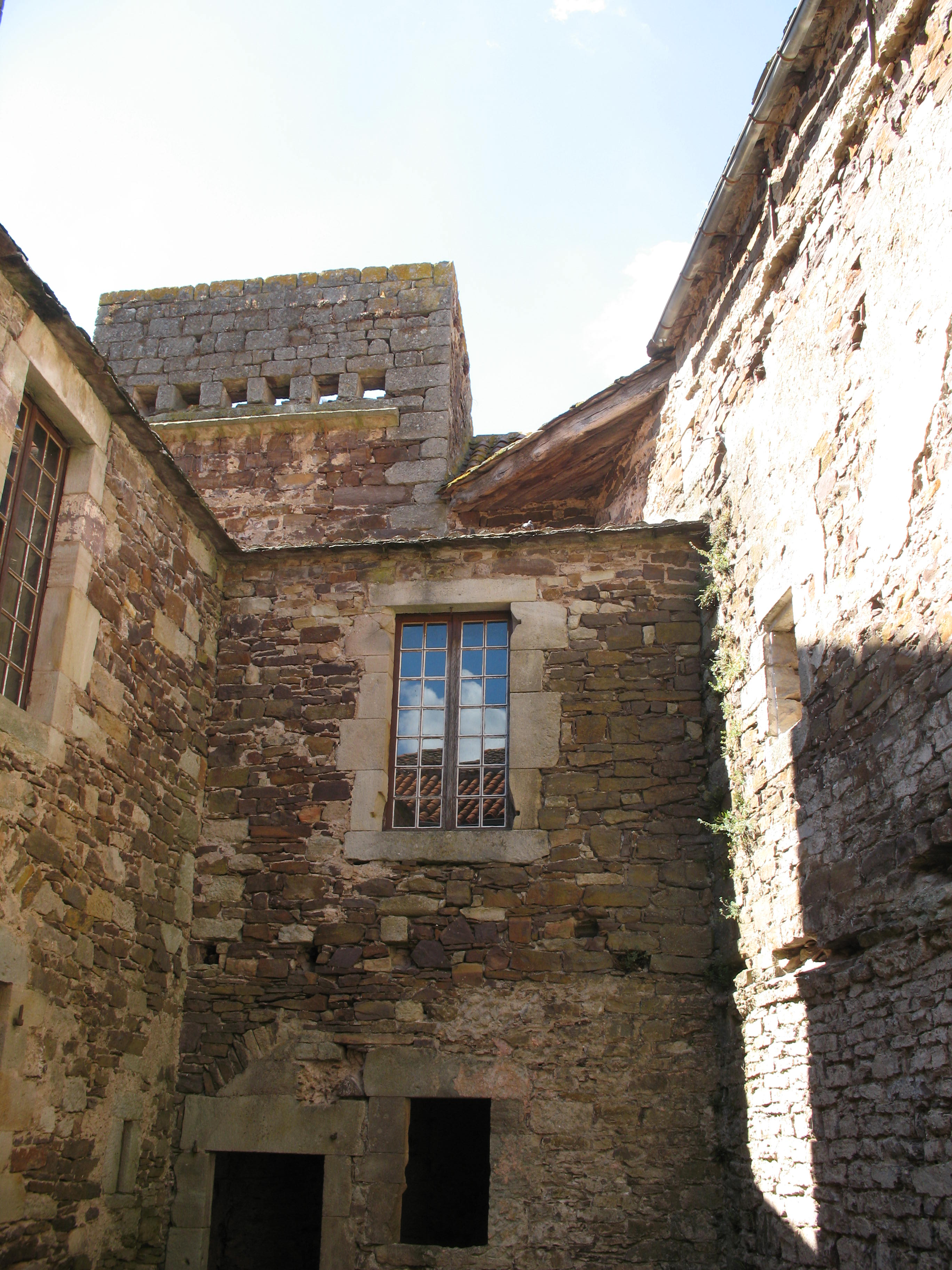
Cour intérieure
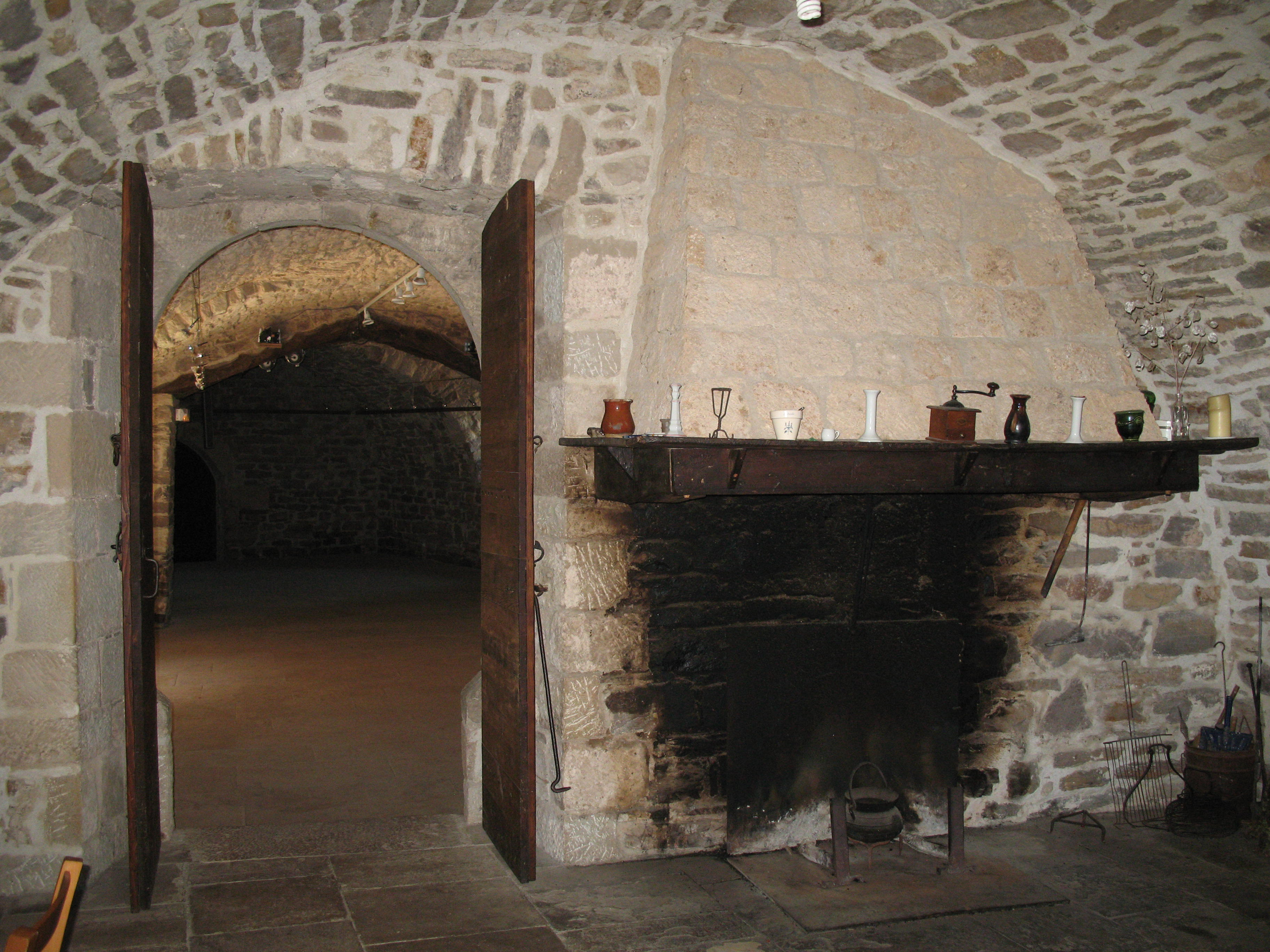
Cuisine
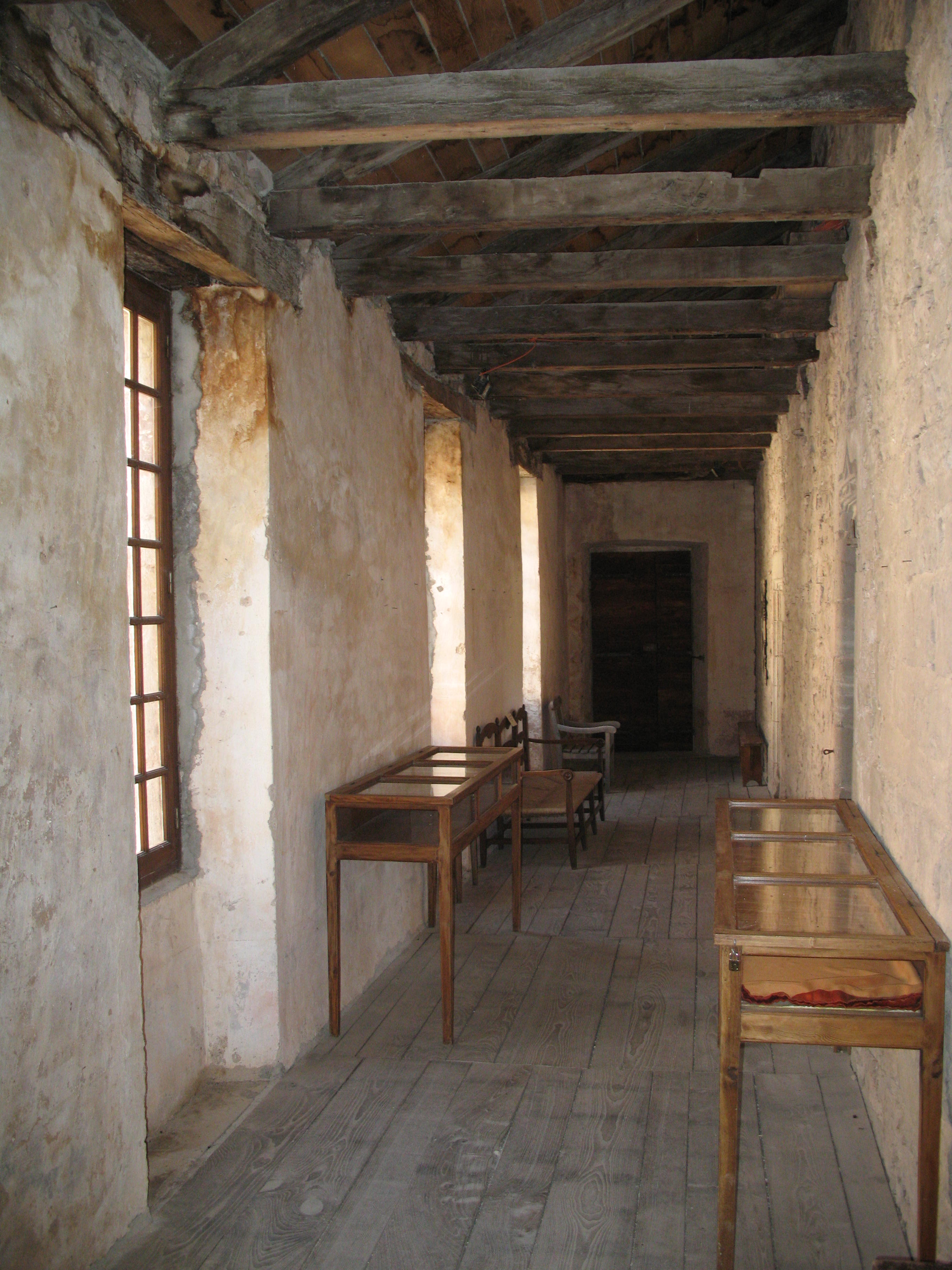
Passage intérieur